# ウィラ・フィッツジェラルド
ウィラ・フィッツジェラルド（Willa Fitzgerald, 1991年1月17日 - ）は、アメリカ合衆国の女優。

## 略歴
アメリカ合衆国テネシー州ナッシュビルの生まれ。2009年に地元ナッシュビルにある私立女子校を出た後、イェール大学に入学し、2013年に卒業。
2013年から2014年にかけて放映されたテレビドラマ『Alpha House』で12話出演して以降、『GOTHAM/ゴッサム』、『ブルーブラッド 〜NYPD家族の絆〜』、『ザ・フォロイング』など複数のテレビドラマに出演。テレビドラマ『救命医ハンク セレブ診療ファイル』のシーズン6では13話出演する。主人公エマ・デュバル役に抜擢された2015年から放映されているMTVのテレビサスペンスドラマ『スクリーム』に出演している。

## フィルモグラフィー

### テレビドラマ
| 年        | 邦題/原題                                                        | 役名                       | 備考            |
| --------- | ---------------------------------------------------------------- | -------------------------- | --------------- |
| 2013–2014 | アルファ・ハウス Alpha House                                     | ローラ                     |                 |
| 2014      | ブルーブラッド 〜NYPD家族の絆〜 Blue Bloods                      | レイシー・サザーランド     |                 |
| 2014      | ザ・フォロイング The Following                                   | ジェニー                   |                 |
| 2014      | 救命医ハンク セレブ診療ファイル Royal Pains                      | エマ・ミラー               | シーズン6       |
| 2015      | GOTHAM/ゴッサム Gotham                                           | グレース・フェアチャイルド |                 |
| 2015–2016 | スクリーム Scream                                                | エマ・デュバル             | 主人公          |
| 2017      | BULL / ブル 法廷を操る男 Bull                                    | Susan Bryant               | シーズン1、11話 |
| 2018      | ハウス・オブ・カード 野望の階段 House of Cards                   | クレア                     |                 |
| 2019      | ドリー・パートンのハートフル・ソング Dolly Parton's Heartstrings | マディー・ホーキンス       |                 |
| 2019–2020 | 何様なのよ? Dare Me                                              | コレット・フレンチ         |                 |
| 2020      | ビリオンズ Billions                                              | ジリ                       |                 |
| 2022      | ジャック・リーチャー ～正義のアウトロー～ Reacher                | ロスコー・コンクリン       | シーズン1       |
| 2025      | パルス Pulse                                                     | ダニエル・ダニー・シムズ   | 主人公          |

### 映画
| 年   | 邦題/原題                           | 役名                 | 備考 |
| ---- | ----------------------------------- | -------------------- | ---- |
| 2017 | ブラッド・マネー Blood Money        | リン                 |      |
| 2019 | ザ・ゴールドフィンチ The Goldfinch  | キットシー・バーバー |      |
| 2022 | ワイルド・リベンジ Savage Salvation | ルビー・レッド       |      |